# Horseshoe Bay
Pour les articles homonymes, voir Horseshoe Bay (homonymie).
Horseshoe Bay (littéralement en français « baie du fer à cheval ») est une communauté côtière de Colombie-Britannique au Canada, située à l'embouchure de la baie Howe (Howe Sound) au bord du détroit de Géorgie (Strait of Georgia) qui sépare l'île de Vancouver du continent. Horseshoe Bay est rattachée à la municipalité de West Vancouver.
Horseshoe Bay est réputée pour son caractère pittoresque, elle marque le début de la Sea to sky highway (nom donné à la partie la plus touristique de l'autoroute provinciale 99 qui relie notamment Vancouver (au bord de la mer) à Whistler (dans les montagnes).

## Dans la fiction
L'action de la série télévisée américaine Nancy Drew, adaptée de la série littéraire Alice Roy, se déroule à Horseshoe Bay. La communauté sert d'ailleurs de décors au tournage de la série. Néanmoins, dans l'univers de la série, cette dernière se trouve aux États-Unis.